# Helen & Hard

Helen & Hard — норвезьке архітектурне та дизайнерське бюро, засноване 1996 року архітекторами Сів Гелене Стангеланн і Райнгардом Кропфом. Головний офіс — у Ставангері. Бюро має штат із 26 співробітників і два офіси (в Осло і Ставангері).

## Історія
Сів Гелене Стангеланн народилася в Ставангері, навчалась у Школі архітектури AHO в Осло (1986) і в Спеціальній технічній школі архітектури ETSAB (1993) в Барселоні. Райнгард Кропф народився в Австрії, закінчив Технічний університет у Граці (1986) і Школу архітектури AHO в Осло (1994).
Неформальне партнерство двох архітекторів почалося 1992 року. У 1996 році засновано бюро Helen & Hard у Ставангері.
У 2008 і 2010 роках брало участь у Венеційському бієнале (Італія). 2010 року завершило будівництво павільйону Норвегії для Всесвітньої виставки в Шанхаї (Китай). 2013 року проєкт бібліотеки і культурного центру у Веннеслі був номінований на нагороду Міса ван дер Рое.

## Вибрані проєкти

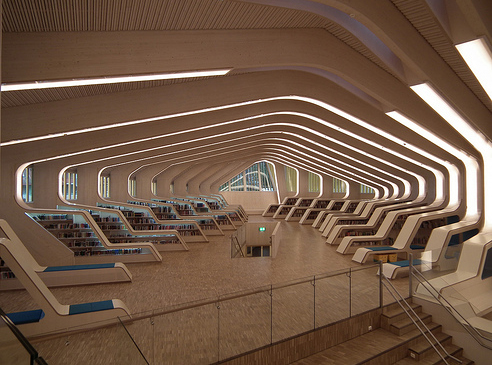
Бібліотека і культурний центр, 2011

- Геопарк, 2008. Ставангер, Норвегія.
- Брейваннет-парк, 2009. Ставангер, Норвегія.
- Павільйон Норвегії для Всесвітньої виставки в Шанхаї, 2010, Шанхай, Китай.
- Бібліотека і культурний центр, 2011. Веннесла, Норвегія.
- Культурний центр, 2012—2013. Рандаберг, Норвегія.
- Житловий комплекс Рундескоген, 2013. Саннес, Норвегія. У спрівпраці з dRMM (Лондон)
- Студентський гуртожиток, 2015. Гаугесун, Норвегія.

## Нагороди
- Architizer A+Award (2015)
- Treprisen (2013)
- Номінація на нагороду Міса ван дер Рое (2013)
- Design Green Good Design Award (2010)
- Statens Byggeskikkpris (2009)